# Edmund na Féasóige Bourke
Edmund na Féasóige Bourke  (mort en 1458) est le 4e seigneur de Mayo de 1440 à 1458

## Origine
Edmund na Féasóige Bourke, (c'est-à-dire à la Barbe en latin Barbatus) est le 2e fils de  Sir Thomas Bourke (†  1402) fils d'Edmund Albanach de Burgh fils de William Liath de Burgh

## Biographie
Edmund [II] na Féasóige Bourke est élu Mac William Íochtar  ou Mac William Eighter c'est-à-dire Chef des Bourke du Haut/Nord ou de Mayo en 1440 après la mort de son frère ainé  Walter Bourke,  

Pendant son gouvernement O'Donnell roi de Tir Connail marche avec une grand armée sur le  Connacht, pour aider ses alliés; il se rend d'abord sur le territoire de Ó Ruairc, et de là par Magh-Nisse, au-delà du  Shannon, dans le royaume de Moylurg, par Machaire-Chonnacht et par Clann-Conway; Mac William vient à Dunamon à s rencontre et le conduisit ensuite à Conmaicne Cuile Toladh . Seaán son frère puîné et tánaiste   meurt en 1456

Les Annales des quatre maîtres précisent qu'il meurt à la fin de l'année 1458 et font de lui un éloge pompeux:
Edmond Burke, seigneur des anglais du  Connacht, et de nombreux irlandais de la même province, choisi parmi les Anglais d'Irlande pour sa forme, sa beauté et sa stature personnelle, de noble origine, [plein] d'hospitalité, clémence et franchise, meurt
Son frère cadet Tomás Óg Bourke le  membre suivant de la fratrie lui succède

## Unions et postérité
Edmund [II] na Féasóige Bourke laisse six fils de ses deux épouses:
a) avec Honora fille d' Ulick III Ruaidh Burke de Clanricard
- Ricard Ó Cuairsge Bourke 7e Mac William Íochtar  ;
- Uilleag épouse la fille de Saba O' Kelly de Callow parent de: Edmund IV Bourke 12e Mac William Íochtar  et de Theobald mac Uilleag Bourke 14e Mac William Íochtar .
- Thomas Ruadh ancêtre des Bourke de Ballighan en Tirawly;

a) Une fille de Ó Flaherty
- David de Gofydin
- John
- William d'Ilean-an-Caca

Il est également le père d'une fille:
- Baintreabhach épouse de Neachtan mac Toirdhealbhaigh Ó Domhnaill et qui veuve est un temps prise comme concubine par Énri mac Eóghain.

## Sources
- (en) T.W Moody, F.X. Martin, F.J. Byrne A New History of Ireland , Volume IX Maps, Genealogies, Lists. A companion to Irish History part II . Oxford University Press réédition 2011  (ISBN 9780199593064).
- (en)  Martin J. Black Journal of the Galway Archeological and Historical Society Vol VII no 1 « Notes on the Persons Named in the Obituary Book of the Franciscan Abbey at Galway » 1-28.